# The Millionaire Milkman
The Millionaire Milkman er en amerikansk stumfilm fra 1910.